# 芝﨑和広
芝﨑 和広（しばさき かずひろ、1971年4月4日 - ）は、和歌山県御坊市出身の元プロ野球選手（投手）。右投右打。現在は埼玉西武ライオンズの若獅子寮副寮長。

## 経歴
和歌山県立日高高等学校中津分校では垣内哲也の1年後輩に当たり、バッテリーを組んだ。3年の春季県大会はベスト4まで進出した。卒業後は社会人野球の大和銀行に進み、1994年は都市対抗に大阪ガスの補強選手として2回戦で先発するも敗戦。1997年の都市対抗では中山製鋼の補強選手として出場。三菱自動車川崎との1回戦で先発に起用されるが、四死球を連発し4回に降板、敗戦投手となる。この時のチームメイトに高野忍がいた。
1997年のドラフト6位で西武ライオンズに入団。1年目の1998年から一軍で起用される。同年は初先発も果たし1勝1セーブを記録。その後は主に中継ぎ投手として活躍、通算48試合の登板で3勝を挙げた。2005年シーズン終了後に戦力外通告を受け、打撃投手に転向する。スライダー、チェンジアップが武器。その後は副寮長などを務める。
新人の年にシーズン最終戦となるロッテ戦に登板したが、この試合まで対戦相手の小坂誠が盗塁数トップで同僚の松井稼頭央が1つの差を追う展開であった。小坂が一塁に出塁すると、故意に牽制悪送球を投げるが平野謙一塁コーチの指示で進塁しないため、今度は露骨な動作でボークを取られる。この後、小坂は三盗するも失敗、結局は松井が盗塁1つを決めて両者が盗塁王となった。

## 人物
ニックネームは顔が似ていることから、パチンコなどで有名な大工のキャラクターから取った「ゲンさん」。
雑誌や名鑑によっては芝崎和弘と表記されているものもあった。

## 詳細情報

### 年度別投手成績
| 年 度     | 球 団     | 登 板 | 先 発 | 完 投 | 完 封 | 無 四 球 | 勝 利 | 敗 戦 | セ 丨 ブ | ホ 丨 ル ド | 勝 率 | 打 者 | 投 球 回 | 被 安 打 | 被 本 塁 打 | 与 四 球 | 敬 遠 | 与 死 球 | 奪 三 振 | 暴 投 | ボ 丨 ク | 失 点 | 自 責 点 | 防 御 率 | W H I P |
| --------- | --------- | ----- | ----- | ----- | ----- | -------- | ----- | ----- | -------- | ----------- | ----- | ----- | -------- | -------- | ----------- | -------- | ----- | -------- | -------- | ----- | -------- | ----- | -------- | -------- | ------- |
| 1998      | 西武      | 13    | 1     | 0     | 0     | 0        | 1     | 0     | 1        | --          | 1.000 | 115   | 27.0     | 27       | 2           | 9        | 0     | 2        | 19       | 0     | 1        | 13    | 11       | 3.67     | 1.33    |
| 1999      | 西武      | 1     | 0     | 0     | 0     | 0        | 0     | 0     | 0        | --          | ----  | 10    | 2.0      | 1        | 0           | 2        | 0     | 0        | 1        | 0     | 0        | 2     | 1        | 4.50     | 1.50    |
| 2001      | 西武      | 1     | 0     | 0     | 0     | 0        | 0     | 0     | 0        | --          | ----  | 5     | 1.2      | 1        | 1           | 0        | 0     | 0        | 2        | 0     | 0        | 1     | 1        | 5.40     | 0.60    |
| 2003      | 西武      | 13    | 0     | 0     | 0     | 0        | 0     | 0     | 0        | --          | ----  | 43    | 11.0     | 8        | 1           | 4        | 0     | 0        | 4        | 0     | 0        | 4     | 3        | 2.45     | 1.09    |
| 2004      | 西武      | 12    | 0     | 0     | 0     | 0        | 2     | 1     | 0        | --          | .667  | 80    | 17.2     | 21       | 3           | 5        | 1     | 2        | 6        | 1     | 0        | 16    | 16       | 8.15     | 1.47    |
| 2005      | 西武      | 8     | 0     | 0     | 0     | 0        | 0     | 0     | 0        | 0           | ----  | 59    | 13.1     | 11       | 2           | 6        | 0     | 3        | 7        | 0     | 0        | 6     | 4        | 2.70     | 1.28    |
| 通算：6年 | 通算：6年 | 48    | 1     | 0     | 0     | 0        | 3     | 1     | 1        | 0           | .750  | 312   | 72.2     | 69       | 9           | 26       | 1     | 7        | 39       | 1     | 1        | 42    | 36       | 4.46     | 1.31    |

### 記録
- 初登板：1998年4月18日、対福岡ダイエーホークス3回戦（西武ドーム）、5回表二死に3番手として救援登板、2回1失点
- 初奪三振：同上、6回表に吉永幸一郎から
- 初勝利：1998年5月3日、対千葉ロッテマリーンズ5回戦（西武ドーム）、4回表に2番手として救援登板、4回無失点
- 初先発登板：1998年5月7日、対オリックス・ブルーウェーブ5回戦（西武ドーム）、4回2/3を2失点
- 初セーブ：1998年10月9日、対オリックス・ブルーウェーブ27回戦（西武ドーム）、7回表一死に3番手として救援登板・完了、2回2/3を1失点（自責点0）

### 背番号
- 54（1998年 - 2005年）
- 09（2006年 - 2015年）